# Frank Norris
Benjamin Franklin Norris, Jr., znany jako Frank Norris (ur. 5 marca 1870 w Chicago, zm. 25 października 1902 w San Francisco) – amerykański powieściopisarz naturalista.

## Życiorys
Ojciec pisarza był biznesmenem, matka aktorką. W 1884 roku rodzina przeniosła się do San Francisco. Studiował przez dwa lata (1887–89) malarstwo w Paryżu. Tam przeczytał powieści Zoli. W latach 1890–1894 studiował na Uniwersytecie Kalifornijskim w Berkeley, gdzie poznał poglądy Darwina i Spencera. Zaczął publikować opowiadania w czasopismach. Rok spędził na Harvardzie na anglistyce.
W latach 1895–1896 był korespondentem w Afryce Południowej, potem redaktorem w czasopiśmie San Francisco Wave. Był korespondentem wojennym McClure's Magazine na Kubie w 1898 roku w czasie wojny hiszpańsko-amerykańskiej. W 1899 roku rozpoczął pracę w nowojorskim wydawnictwie Doubleday & Page.
Zmarł nagle w San Francisco w wyniku zapalenia otrzewnej po rozerwaniu się wyrostka robaczkowego.

## Twórczość
Jego znane książki to: Moran of the Lady Letty (1898. wyd. polskie Ocean przyjdzie po Ciebie Poznań 1960), McTeague (1899), The Octopus: A California Story (1901) (wyd. polskie Octopus, Warszawa Tom I 1902, Tom II 1903, Ośmiornica, Czytelnik 1955) i The Pit (1903). Był umiarkowanym socjalistą, wrażenie zrobił na nim darwinizm; wpłynął na takich pisarzy jak Upton Sinclair. Reprezentował jednak darwinizm dość optymistyczny, wierzył, że człowiek cywilizowany może poskromić swoje zwierzęce odruchy.
Występował często w swoich powieściach przeciw zachłannym monopolom z przełomu wieków. Jednak uznawał agresywny kapitalizm za najlepszy ekonomicznie system. Pisał o konflikcie budowniczych kolei z ranczerami (w The Octopus), o machinacjach w handlu zbożem (w The Pit).
Jego nazwisko łączy się z tzw. Erą progresywną w historii USA, kiedy intelektualiści pragnęli przekazać więcej władzy zwykłym obywatelom.
Na podstawie McTeague Erich von Stroheim nakręcił film Chciwość.